# Gloskär, Föglö
Gloskär är en mindre ö som hör till byn Skogboda i Föglö kommun på Åland, känd framför allt för det spetälskehospital som fanns där åren 1653–1672. Den har numera genom landhöjningen vuxit samman med flera mindre holmar i söder, Sonnskär, Keskär, Lammansören och Rönnkobben. En del fritidsbebyggelse finns på dem.
Den ursprungliga holmen Gloskär är ungefär 600 meter i nord-sydlig riktning och knappt 500 meter i öst-västlig. Som högst når den knappt 15 meter över havet. De sammanväxta holmarnas totala areal är beräknad till 44,8 hektar.

## Spetälskehospitalet
Gloskär är mest känd för det spetälskehospital som fanns där en kortare tid under andra halvan av 1600-talet. I samtida handlingar kallas det ofta Ålands hospital, men numera omtalas det för det mesta som Gloskärs hospital. Beslut att inrätta hospitalet fattades 1651 och de första sjuka flyttade dit 1653. Det avvecklades 1672 och de sjuka överfördes till Själö hospital i Nagu.
Hospitalbyggnaderna utgjordes av två hus, ett för de spetälska och ett för föreståndaren. Huset för spetälska hade två stugor, en för männen och en för kvinnorna. Huset för föreståndaren inrymde studerkammare, förstuga och två stugor. Dessutom uppfördes en badstuga för de spetälska, ett mindre fähus och två pörten. Våren 1653 var hospitalet inflyttningsklart.
Till driften hade anslagits ett antal omgivande kronoallmänningsholmar. I en förteckning från 1655 räknas nio holmar upp, betecknade som ”små och arma klippor”. I 1661 års jordebok finns en ny uppräkning, nu med femton holmar, fortfarande ”små och arma klippor”, vilka tidigare hade nyttjats av bönderna i Skogboda ”för en ringa betalning”. Nyttan med holmarna för hospitalet var sannolikt i första hand fisket i de omgivande vattnen och det bränsle som buskar och mindre träd kunde ge.
Hospitalets inkomster i övrigt bestod av hälften av alla utdömda böter på Åland samt den så kallade ödesräntan, de inkomster som kronan fick genom att arrendera ut ödegårdar. Dessutom skulle pengarna från de insamlingsbössor som fanns i hamnarna, så kallade offerstockar,  tillfalla hospitalet.
Till föreståndare för hospitalet utsågs prästen Lars Hammar (död 1667). Han efterträddes av Ericus Portulinus (1626–1697) som stannade tills hospitalet stängde 1672 och senare blev kaplan i Kökar.

### Arkeologisk kartläggning
En kartläggning av Gloskärs hospitalsområde gjordes 2010 av Mikko Helminen vid Åbo universitet. Gravgården på västra delen av Gloskär uppvisade de tydligaste spåren av hospitalets verksamhet. Själva hospitalsområdet, platsen på östra delen av ön där de sjukas stugor fanns, visade sig vara igenväxt och svår att överblicka, medan resterna av föreståndarens bostad bestod av tydliga rester av byggnader på ett öppet bergsområde. Några arkeologiska utgrävningar företogs inte.

## Gloskärsarkipelagen

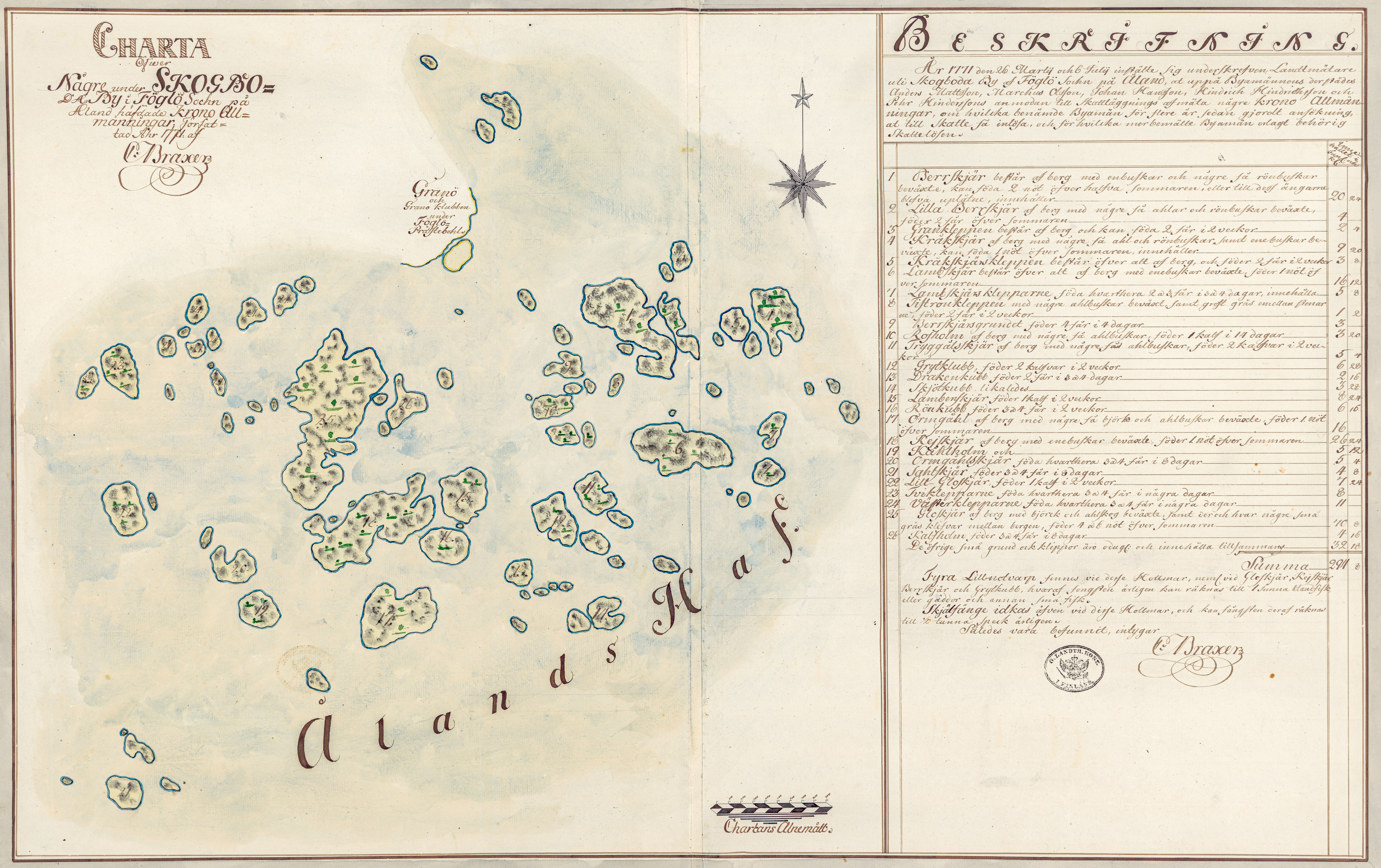
Karta över kronoholmarna som Skogbodabönderna löste in i början av 1770-talet, upprättad 1771 av lantmätaren Christian Braxer. Riksarkivet, Helsingfors.

Gloskär med omkringliggande holmar och skär var i äldre tid en kronoallmänning, som för det mesta arrenderades av bönderna i närbelägna byn Skogboda. Ett undantag var under den korta tid som hospitalet fanns. 
En karta över arkipelagen upprättades 1771 av lantmätaren Christian Braxer. På den nämns ”Gloskjär” som bergig och beväxt med björk- och alskog, här och var fanns några små gräsklevar mellan bergen. På ön kunde 4–6 nötdjur beta över sommaren.
Kartan upprättades för att bönderna i Skogboda hade begärt att få friköpa Gloskär med omgivande arkipelag, totalt 26 holmar plus ett antal grund och klippor, något som också skedde i början av 1770-talet. Därmed blev området privatägt.
Anledningen till att bönderna ville lösa in holmarna framgår av kartan. Arkipelagen kunde användas som bete åt får och nötdjur samtidigt som där fanns en del ved, främst al och björk. Men främsta orsaken var sannolikt att där fanns fyra lillnotvarp, platser där det var möjligt att fiska genom att dra not, nämligen vid Gloskär, Keskär, Bergskär och Grytkobb. Den årliga fångsten uppgick till en tunna blandfisk (gäddor och annan fisk). Dessutom var det möjligt att jaga säl, som årligen gav en halv tunna späck.
Holmarna i Gloskärsarkipelagen räknas upp på kartan från 1771. Ett mindre antal holmar nämns också i en förteckning från 1655 över holmar som tillkom hospitalet, medan något fler holmar förtecknas i jordeboken från 1661. Listan nedan redovisar de namn som holmarna är antecknade med respektive år. Dagens kartnamn anges med fetstil.
| Namn i dag                     | 1655              | 1661             | 1771                |
| ------------------------------ | ----------------- | ---------------- | ------------------- |
| Bergskär                       | Stoor Biörckskäär | Store Biörkskär  | Berrskjär           |
| Lilla Bergskär                 |                   | Lille Biörkskiär | Lilla Berrskjär     |
| Grankläppen                    |                   |                  | Grankleppen         |
| Kråkskär                       | Krokskäär         | Krååkskiär       | Kråkskjär           |
| Lilla Kråkskär                 |                   |                  | Kråkskjärskleppen   |
| Lammskär                       | Lambskär          | Lambskiär        | Lambskjär           |
| Lammskärs kobbarna             |                   |                  | Lambskjärsklepparne |
| Tistronkläppen                 |                   |                  | Tistronkleppen      |
| Bergskärs grunden              |                   |                  | Berrskjärsgrundet   |
| Rovholm                        |                   |                  | Rofholm             |
| Tryggoskär                     |                   | Triggiesskiär    | Tryggålsskjär       |
| Grytkobb                       | Grijtskäär        | Grytskiär        | Grytklubb           |
| Drakalkobb                     |                   | Drakenkubb       | Drakenkubb          |
| Skötkobben                     |                   |                  | Skjötkubb           |
| Lammanskär                     | Långbetskär       | Långbetskiär     | Lambenskjär         |
| Rönnkobben                     |                   | Rönkubb          | Rönkubb             |
| Ormgård                        |                   | Ormgåhl          | Ormgåhl             |
| Keskär                         | Kaijskäär         | Kaijskiär        | Kejskjär            |
| Kolholmen                      |                   |                  | Kåhlholm            |
| Ormgårdsskär                   |                   | Ormgåhlzskiär    | Ormgåhlsskjär       |
| Salskär                        |                   |                  | Sahlskjär           |
| Lilla Gloskär                  | Lissleglooskäär   | Lillegloskiär    | Lill-Gloskjär       |
| Tvikläpparna                   |                   |                  | Tviklepparne        |
| Lågkläpparna och Skutkläpparna |                   |                  | Västerklepparne     |
| Gloskär                        | Glooskäär         | Glooskiär        | Gloskjär            |
| Kalvholm                       |                   |                  | Kalfholm            |
| Sonnskär                       | Soneskär          | Sånskiär         |                     |

Listan visar att det har rått en påtaglig stabilitet när det gäller namnen, trots att holmarna är obetydliga både till storlek och nytta. Inga direkta namnbyten finns, det närmaste är Västerkläpparna som delats i två namn, Lågkläpparna och Skutkläpparna. Däremot har några namn förvanskats under seklernas gång. Tydligaste exemplet är Bergskär som ursprungligen hette Björkskär.

## Ortnamnet
Namnet Gloskär är en sammansättning med ordet glo som i dialekterna har betydelser som ’mindre vik’, ’mindre eller trängre sund’ och ’mindre vattensamling’. Kurt Zilliacus har studerat platser med namn på -glo i Houtskär i Åbolands skärgård och funnit att många varit grunda infjärdar med flera inlopp, relativt stora och så gott som alltid delvis omslutna av större land. Det glo som gett namn åt Gloskär kan vara vattnet mellan Gloskär och Kalvholmen i öster, som numera på grund av landhöjningen har krymt till ett sund.